# قیام اولدکاسل

مناطق تحت تأثیر لولاردها:
قبل از مرگ ریچارد دوم به رنگ سبز هستند. مناطق با گسترش نفوذ طی قرن ۱۵ میلادی، به رنگ قرمز هستند.

شورش اولدکاسل (انگلیسی: Oldcastle Revolt) قیام پروتستان‌های لولاردز علیه کلیسای کاتولیک و پادشاه انگلیس هنری پنجم بود. این قیام توسط جان اولدکاسل رهبری شد و نهم و دمم ژانویه ۱۴۱۴ رخ داد. در نهایت قیام در پی نبردی سرنوشت ساز در میدان‌های سنت گیلز سرکوب شد.